# AEK Atenas "B"
El AEK Atenas "B" (en griego: ΠΑΕ AEK B /aek/; Αθλητική Ένωσις Κωνσταντινουπόλεως; Athlitikí Énosis Konstadinoupόleos, Unión Atlética de Constantinopla) fue un equipo de fútbol de Grecia que jugó en la Segunda Superliga de Grecia, la segunda división nacional.

## Historia
Fue fundado en el año 2021 en el suburbio de Nea Filadelfeia en la capital Atenas como el equipo filial del AEK Atenas FC. El equipo no era elegible para jugar en la Superliga de Grecia ni puede jugar la Copa de Grecia. El club fue disuelto luego de descender a la Gamma Ethniki en la temporada 2024-25.